# Комітет з фінансових питань (Швеція)
Комітет з фінансових питань (швед. finansutskottet, FiU) є комітетом у парламенті Швеції, який займається підготовкою широкого кола економічних питань. Він також відповідає за вивчення того, як доходи держави агрегуються і складають державний бюджет.
Головою комітету є Фредрік Оловссон, а його заступником є Елізабет Свантессон.

## Список голів комітету
| Ім'я                | Термін      | Політична приналежність |
| ------------------- | ----------- | ----------------------- |
| Свен Екстрем        | 1971 - 1973 | Соціал-демократи        |
| Нілс Г. Ослінг      | 1973 - 1976 | Партія центру           |
| Бйорн Молін         | 1976 - 1979 | Ліберальна партія       |
| Ерік Енлунд         | 1979 - 1982 | Ліберальна партія       |
| Матс Хеллстрем      | 1982 - 1983 | Соціал-демократи        |
| Арне Гадд           | 1983 - 1988 | Соціал-демократи        |
| Анна-Грета Лейхон   | 1988 - 1990 | Соціал-демократи        |
| Ганс Густафссон     | 1990 - 1991 | Соціал-демократи        |
| Пер-Ола Еріксон     | 1991 - 1994 | Партія центру           |
| Ян Бергвіст         | 1994 - 2002 | Соціал-демократи        |
| Свен-Ерік Естерберг | 2002 - 2004 | Соціал-демократи        |
| Арне Йернсберг      | 2004 - 2006 | Соціал-демократи        |
| Стефан Аттепал      | 2006 - 2010 | Християнські демократи  |
| Анна Кінберг Батра  | 2010 - 2014 | Помірні                 |
| Фредрік Оловссон    | 2014 - 2018 | Соціал-демократи        |
| Елізабет Свантессон | 2018 - 2019 | Помірні                 |
| Фредрік Оловссон    | 2019 -      | Соціал-демократи        |

## Перелік заступників Голови Комітету
| ім'я                | термін         | Політична приналежність |
| ------------------- | -------------- | ----------------------- |
| Свен Веден          | 1971 - 1972    | Ліберальна партія       |
| Сігфрід Лефгрен     | 1972 - 1973    | Ліберальна партія       |
| Свен Екстрем        | 1973 - 1976    | Соціал-демократи        |
| Чель-Улоф Фельдт    | 1976 - 1982    | Соціал-демократи        |
| Рольф Віртен        | 1982 - 1983    | Ліберальна партія       |
| Бйорн Молін         | 1983 - 1986    | Ліберальна партія       |
| Анна Віббл          | 1986 - 1991 рр | Ліберальна партія       |
| Ганс Густафссон     | 1991 - 1993    | Соціал-демократи        |
| Йоран Перссон       | 1993 - 1994 рр | Соціал-демократи        |
| Пер-Ола Еріксон     | 1994 - 1998 рр | Партія центру           |
| Матс Оделл          | 1998 - 2002 рр | Християнські демократи  |
| Фредрік Райнфельдт  | 2002 - 2003 рр | Помірні                 |
| Мікаель Оденберг    | 2003 - 2006    | Помірні                 |
| Пер Нудер           | 2006 - 2008    | Соціал-демократи        |
| Томас Естрос        | 2008 - 2011    | Соціал-демократи        |
| Томмі Ваіделіх      | 2011 - 2012    | Соціал-демократи        |
| Фредрік Оловссон    | 2012 - 2014    | Соціал-демократи        |
| Анна Кінберг Батра  | 2014           | Помірні                 |
| Ульф Крістерссон    | 2014 - 2017    | Помірні                 |
| Елізабет Свантессон | 2017 - 2018    | Помірні                 |
| Фредрік Оловссон    | 2018 - 2019    | Соціал-демократи        |
| Елізабет Свантессон | 2019 -         | Помірні                 |

## Зовнішні посилання
- Ріксдаген - Фінансовий комітет [Архівовано 7 квітня 2016 у Wayback Machine.]